# Iiro Viinanen
Iiro Tahvo Juhani Viinanen (ur. 27 września 1944 w Kuopio) – fiński polityk, przedsiębiorca i samorządowiec, deputowany, w latach 1991–1996 minister finansów.

## Życiorys
Z wykształcenia inżynier, absolwent szkoły technicznej w Tampere (1967) i Technicznego Uniwersytetu Helsińskiego (1974). Przez kilkanaście lat prowadził własną działalność gospodarczą. Zaangażował się w działalność polityczną w ramach Partii Koalicji Narodowej. Od 1977 do 1995 był radnym miejscowości Riihimäki, od 1985 pełnił funkcję wiceprzewodniczącego rady miejskiej. W latach 1983–1986 sprawował mandat posła do Eduskunty, krótko przewodniczył frakcji poselskiej swojego ugrupowania. Od kwietnia 1991 do lutego 1996 zajmował stanowisko ministra finansów w rządach, którymi kierowali Esko Aho i Paavo Lipponen. W ramach przeciwdziałania ówczesnemu kryzysowi gospodarczemu doprowadził do znacznego ograniczenia wydatków publicznych, co skutkowało protestami społecznymi. W latach 1996–2000 kierował przedsiębiorstwem ubezpieczeniowym Pohjola Vakuutus. W drugiej połowie lat 90. powołany m.in. w skład rady dyrektorów Nokii i rady nadzorczej linii lotniczych Finnair.
W 2000 zdiagnozowano u niego chorobę Parkinsona, wycofał się następnie z działalności publicznej i zawodowej. Przeszedł na emeryturę, zajmując się na niej działalnością na rzecz środowiska oraz osób z chorobą Parkinsona. W 2010 przy współpracy z dziennikarzem Ristem Uimonenem opublikował swoje wspomnienia.